# ایئوژا
ایزا (به لاتین: Iłża) یک شهر و گمینا در لهستان است که در گمینا ایوژا واقع شده‌است. ایزا ۱۵٫۸۳ کیلومتر مربع مساحت و ۵٬۱۶۵ نفر جمعیت دارد.